# كورين فانيه
كورين فانيه (بالفرنسية: Corinne Vanier)‏ هي لاعب كرة مضرب فرنسية، ولدت في 20 سبتمبر 1963.

## وصلات خارجية
- كورين فانيه على موقع رابطة محترفات التنس (الإنجليزية)
- كورين فانيه على موقع الاتحاد الدولي لكرة المضرب (الإنجليزية)
- كورين فانيه على موقع كأس بيلي جين كينغ (الإنجليزية)
- كورين فانيه على موقع خلاصة التنس.كوم (الإنجليزية)